# Iluraton
Ilúraton (grec antic: Ἰλούρατον, Ilúraton) fou ciutat de l'interior del Quersonès Tàuric esmentada solament per Claudi Ptolemeu. Les seves restes estan situades a prop de la ciutat de Kertx, vora la vila d'Ivanovka. Sembla que era una ciutat fortificada del Regne del Bòsfor, atès que la cronologia de jaciment va del segle i al segle iii. És probable que l'abandonament de l'assentament tengui a veure amb les invasions dels gots.